# Sensore piezoresistivo
Il sensore piezoresistivo è un tipo di sensore utilizzato per rilevare delle grandezze meccaniche e trasformarle in un segnale di tipo elettrico.
Il sensore funziona sul principio fisico della piezoresistenza: un particolare elemento resistivo segue le deformazioni della superficie di un elemento sensore (una lamina, una membrana, un filo, o altro) a cui è fissato; queste deformazioni (tipicamente allungamenti e accorciamenti) causano una variazione della resistività elettrica del materiale del resistore, e di conseguenza la sua resistenza elettrica.
Collegando a questo elemento un sistema di misura in grado di leggere variazioni di resistenza, si può risalire all'entità della deformazione, e di conseguenza all'entità della grandezza fisica che le ha causate.

## Piezoresistori ed estensimetri
I sensori piezoresistivi non vanno confusi con gli estensimetri che funzionano su un principio fisico leggermente differente, anche se ne condividono molto la struttura, la modalità d'utilizzo e i campi d'applicazione. Di fatto, storicamente nascono come tecnologia alternativa ai classici estensimetri, tanto che in alcuni casi sono citati come estensimetri a semiconduttore.
In particolare bisogna chiarire che, al manifestarsi di una deformazione, i sensori piezoresistivi variano la propria resistenza principalmente perché varia la resistività del materiale sensibile, mentre gli estensimetri variano la propria resistenza quasi esclusivamente perché varia la lunghezza e la sezione del conduttore che realizza il sensore.

## Caratteristiche elettriche
Un sensore piezoresistivo è caratterizzato da alcune grandezze fondamentali:
- Resistenza nominale;
- Sensibilità;
- Linearità;
- Deriva termica.

### Resistenza nominale
I sensori piezoresistivi vengono normalmente realizzati con impedenze compatibili con la strumentazione destinata a leggere gli estensimetri, pertanto presentano spesso valori resistivi di 120 e 350 ohm. Tuttavia non è inusuale trovare sensori con impedenza superiore a 1 kohm, specie se destinati a usi speciali o strumentazione "dedicata".

### Sensibilità
Come per gli estensimetri, la sensibilità del sensore piezoresistivo è definita gauge factor, o fattore di trasduzione. 
La variazione di resistenza viene espressa come rapporto fra la variazione di resistenza e la resistenza nominale, analogamente le deformazioni vengono espresse come rapporto fra la variazione di lunghezza del sensore e la sua dimensione. Quest'ultima viene chiamata deformazione relativa ed indicata come {\displaystyle \varepsilon }:
{\displaystyle \varepsilon =\Delta L/L}
Se L è la lunghezza del sensore, ΔL la sua variazione, R è la resistenza nominale e ΔR la sua variazione, allora il gauge factor Gf è pari a:
{\displaystyle G_{f}={\frac {\Delta R/R}{\Delta L/L}}}
Come accennato, la variazione della resistenza in sensore piezoresistivo dipende principalmente alla variazione della resistività dello speciale materiale di cui è composto (semiconduttori drogati). Questa variazione è circa 50 volte più grande di quella ottenibile dagli estensimetri. Pertanto il gauge factor di questi sensori si aggira intorno a 100-130.
Sebbene il gauge factor di un elemento piezoresistivo sia già abbastanza alto, questi elementi vengono quasi sempre inseriti in un circuito di trasduzione basato sul ponte di Wheatstone; questo per due motivi:
1. per aumentare ulteriormente la sensibilità del trasduttore (e dunque facilitare la lettura del segnale d'uscita e migliorare la precisione della misura).
2. per compensare gli effetti della forte deriva termica che presentano gli elementi piezoresistivi.

Una particolarità dei sensori piezoresistivi è che si possono realizzare sensori con fattore di trasduzione negativi: vale a dire che allungandoli la loro resistenza diventa più bassa. In particolare, quelli realizzati con semiconduttori con drogaggio "p", hanno un fattore positivo; mentre quelli drogati con impurezze di tipo "n", hanno un fattore negativo.

### Linearità
Un fattore da tenere in considerazione nei sensori piezoresistivi è la linearità della risposta d'uscita al variare della deformazione subita. Infatti questi sensori non presentano una spiccata linearità, se confrontati ad altri dispositivi: su campi di misura grandi la transcaratteristica tende ad avere un andamento quadratico. Questo fatto finisce per limitare significativamente il campo delle deformazioni leggibili, dunque limitare le applicazioni dei trasduttori che adottano questo tipo di sensori (a meno di non venire a patti con errori di linearità elevati).
A titolo d'esempio un sensore piezoresistivo può presentare un errore di linearità dell'1 % su un campo di misura di 100 micro{\displaystyle \varepsilon } (equivalente a variazioni di lunghezza del sensore di 0,01 %).

### Deriva termica
Il grosso problema dei sensori piezoresistivi è la forte deriva termica che subiscono al variare della temperatura. Tanto per farsi un'idea, la variazione di 10 °C su un sensore non compensato può provocare una deriva del segnale d'uscita di 300 micro{\displaystyle \varepsilon }! (nei comuni estensimetri è relativamente insignificante e si confonde con il segnale dovuto alla dilatazione del materiale a cui sono applicati). Per questo motivo è necessario utilizzare questi sensori prevedendo un sistema di compensazione della deriva termica.
Come accennato, il sistema più usato è quello di usare i sensori integrandoli all'interno di un circuito di trasduzione basato sul ponte di Wheatstone. Questa modalità prevede di inserire sul ramo opposto del ponte, elementi piezoelettrici uguali a quelli montati sull'elemento sensore, anche se non "attivi" (montati in modo da non subire deformazioni legate alla grandezza da trasdurre). Al variare della temperatura, tutti gli elementi derivano (circa) in egual misura, ma l'elemento usato per la compensazione finisce per riequilibrare il ponte impedendo (almeno in parte) di generare segnale legato alla variazione di temperatura del trasduttore.
Sempre con lo scopo di ridurre le derive termiche, è sempre consigliato di alimentare i sensori piezoresistivi con basse correnti (max. 15 mA); infatti queste inevitabilmente (per effetto Joule) finiscono per riscaldare qualsiasi resistore.
Un ulteriore limite deriva dall'uso di semiconduttore monocristallino come materiale sensibile, questo infatti si degrada a temperature superiori a 200 °C, il che porta all'impossibilità di usare questi sensori a temperature elevate.

## Struttura
Chimicamente i materiali piezoresistivi sono dei semiconduttori monocristallini di silicio o germanio, fortemente drogati. 
La struttura più semplice è quella costituita da un sottile film di materiale (0,01-0,1 mm) applicato rigidamente su un substrato plastico. La lunghezza di un sensore può variare da 12 a 1 mm e, dimensioni così minuscole, permettono di realizzare trasduttori di dimensioni estremamente ridotte. Il sensore può essere realizzato come elemento a parte, per poi essere incollato sulla superficie dell'elemento sensore (lamina, membrana, ecc…) del trasduttore a cui è destinato, oppure, con particolari tecniche, realizzato direttamente sull'elemento sensore. 
Quando utilizzato come parte del circuito di trasduzione, tutti gli elementi del ponte di Wheatstone vengono integrati nel trasduttore stesso, allo scopo di riuscire, per quanto possibile, a compensare le alte derive termiche tipiche degli elementi piezoresistivi.
Sebbene questi sensori utilizzino per principio del materiale costoso, hanno beneficiato dello sviluppo legato al mondo dell'elettronica a semiconduttori, il che ne ha permesso una significativa riduzione dei costi e l'integrazione con il resto dei circuiti del trasduttore, tanto che oggi è uno dei sensori più usati sui trasduttori che integrano elettronica di alimentazione e condizionamento del segnale.
Oltre i su citati problemi legati alla linearità dei sensori piezoresistivi, va citato che questi non possono subire considerevoli deformazioni senza danneggiarsi (tip. Max. 3000-5000 micro{\displaystyle \varepsilon }), inoltre sono relativamente fragili (massimo 1 milione di cicli di deformazione).

## Applicazioni
Il sensore piezoresistivo costituisce una tecnologia alternativa al classico estensimetro a conduttore, e ne condivide il mercato. Anche le modalità applicative sono simili (se non uguali) a quelle degli estensimetri.
I punti di forza di questi sensori sono nella possibilità di produrli in larga scala in modo economico, nell'elevata sensibilità e nelle dimensioni. Mentre i punti critici sono legati alla deriva termica e alla loro linearità. Questo ne fa uno dei sensori più in uso sui trasduttori "miniaturizzati" o "standard economici", non destinati ad applicazioni ad alta precisione.
Oggi i sensori piezoresistivi trovano larga applicazione negli accelerometri, nelle celle di carico e nei trasduttori di pressione.